# Isabel Kerschowski
Isabel Kerschowski (ur. 22 stycznia 1988 w Berlinie) – niemiecka piłkarka, uczestniczka Letnich Igrzysk Olimpijskich 2016, a także reprezentantka kraju. Obecnie gra w Bayer Leverkusen.

## Kariera klubowa

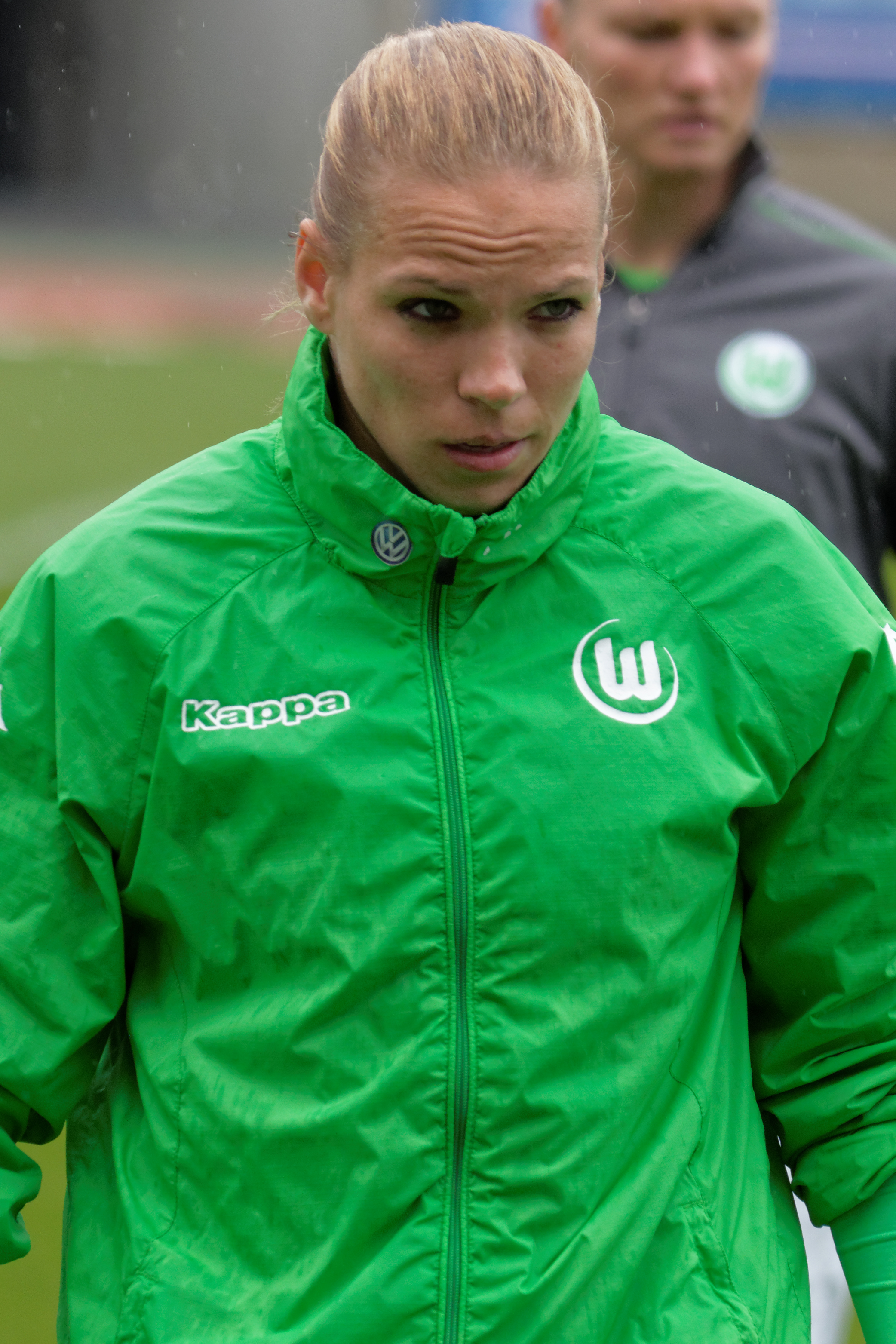
Isabel Kerschowski jako piłkarka Vfl Wolfsburg

Na początku swojej kariery Isabel Kerschowski grała w Turbine Potsdam. Razem z tym klubem w 2009 roku wygrała Puchar Niemiec, w którym strzeliała najwięcej bramek. W sezonie 2012/2013 podpisała kontrakt z Bayerem Leverkusen, a po kolejnych dwóch latach przeszła do Vfl Wolfsburg. 22 czerwca 2018 roku wróciła do Bayer Leverkusen i gra w nim do dziś. Gra z numerem 13 na pozycji obrońcy. Mierzy 171 cm.

## Kariera reprezentacyjna
W reprezentacji swoje pierwsze gole strzeliła przeciwko Turcji, odpowiednio na: 1:0, 3:0 i 6:0. Została powołana na igrzyska olimpijskie, gdzie zdobyła złoty medal. Za to otrzymała Srebrny Liść Laurowy.

## Życie prywatne
We wrześniu 2017 wzięła ślub ze swoją partnerką Jeanny.